# Gunasekara ramboda
Gunasekara ramboda là một loài nhện trong họ Tetrablemmidae. Chúng thuộc chi đơn loài Gunasekara, được Lehtinen miêu tả năm 1981.